# Stichting Natuur en Milieu Overijssel
De Stichting Natuur en Milieu Overijssel (NMO) is een federatie van ongeveer 80 natuurbeschermings- en milieuorganisaties in de Nederlandse provincie Overijssel. De stichting is opgericht in 1973 en is sinds 1981 ook consulent voor IVN natuur en milieueducatie. Het is een van de 12 provinciale natuur en milieufederaties in Nederland. 

## Doel en organisatie
Samen met overheden, bedrijven en inwoners werkt Natuur en Milieu Overijssel met de aangesloten organisaties aan een mooi en duurzaam Overijssel. De doelstellingen zijn duurzaam wonen en werken en een gezonde groene leefomgeving. De leidende thema's hierbij zijn de circulaire economie, een vitale leefomgeving en de kracht van de samenleving. 
De stichting is gevestigd in Zwolle en heeft een bestuur, een raad van toezicht, medewerkers en vrijwilligers. De stichting ontvangt subsidie van onder meer de provincie Overijssel en de Nationale Postcode Loterij (via De Natuur en Milieufederaties).

## Aangesloten organisaties
- AVI Fauna Zwolle
- Bewonersbelangen Groot Driene/De Grundel
- Centrum voor Natuur- en MilieuEducatie (CNME) Hellendoorn
- De Deventer Bomenstichting
- Fietsersbond Almelo
- IVN-afdeling Wijhe-Olst “De Grutto”
- IVN Deventer
- IVN Haaksbergen
- IVN Den Ham Vroomshoop
- IVN Hardenberg-Gramsbergen
- IVN Hellendoorn-Nijverdal
- IVN Hengelo
- IVN Losser
- IVN Markelo
- IVN Oldenzaal
- IVN-Raalte
- IVN Rijssen-Enter
- IVN Zwolle
- KNNV De Noordwesthoek
- KNNV Twente
- KNNV Vriezenveen
- KNNV Zwolle
- Het Oversticht
- IVN Almelo
- Landschap Overijssel
- Mens en Milieuvriendelijk wonen in Zwolle
- MMWZ De Bongerd
- Museum Vrienden van TwentseWelle
- Natuur en Milieu Haaksbergen
- Natuur en Milieugroep Nieuwleusen
- Natuur en Milieuraad Borne
- Natuur- en Milieuraad Hengelo e.o.
- Natuuractiviteitencentrum De Koppel
- Natuurbeschermingsvereniging ‘IJhorst-Staphorst
- Natuurhuus Almelo
- Natuurvereniging IJsseldelta
- Natuurwerkgroep de Reest
- Nederlandse Jeugdbond voor Natuurstudie
- NIVON Almelo
- NIVON Deventer Zutphen e.o.
- Nivon Twente
- Nivon Zwolle
- Provinciaal Natuurhistorisch Museum Natura Docet
- Schoonewelle Museum voor Natuur en Ambacht!
- Stichting tot Behoud van de Douwelerkolk
- Stichting Das & Vecht
- Stichting Duurzaam Heeten
- Stichting De Groene Hof
- Stichting Heemkunde Denekamp
- Stichting Milieu Overleg Oldenzaal (MOO)
- Stichting Milieuraad Den Ham-Vroomshoop
- Stichting Milieuraad Hellendoorn-Nijverdal
- Stichting Museum voor Heemkunde Almelo
- Stichting Natuur en Milieu Actief (SNMA)
- Stichting Natuur en Milieu Ootmarsum (SNMO)
- Stichting Natuur en Milieu Wierden
- Stichting Natuur en Milieu Zwartewaterlanden
- Stichting Natuur- en Milieuplatform Steenwijkerland
- Stichting Natuur- en Milieuraad Enschede
- Stichting Natuur- en Vogelwerkgroep “De Grutto”
- Stichting Natuurbehoud Noordoost Overijssel
- Stichting Natuurlijk Twente
- Stichting De Ulebelt
- Stichting VMDLT
- Stichting Vrijwillig Bosbeheer
- Stichtingnatuuranders.nl
- Twentse Vogelwerkgroep
- Vereniging Heemkunde (voormalige) gemeente Weerselo
- Vereniging voor Natuur en Milieu “De Vechtstreek”
- Vereniging Vrienden Van Dalfsen
- Vereniging Vrienden van Twickel
- Vereniging Westelijke Groene Long Almelo
- Weidevogelbescherming Avereest